# Andorra nos Jogos Paralímpicos de Inverno de 2010
Andorra participou dos Jogos Paraolímpicos de Inverno de 2010, realizados em Vancouver, no Canadá. Foi a terceira aparição do país em Paraolimpíadas de Inverno. Dois atletas representaram o país, ambos no esqui alpino.

## Esqui alpino
| Atleta                  | Evento                                        | Tempo Real | Pos. |
| ----------------------- | --------------------------------------------- | ---------- | ---- |
| Xavi Fernandez Vazquez  | Slalom gigante masculino (atletas sentados)   | 3:40.16    | 24º  |
| Xavi Fernandez Vazquez  | Slalom masculino (atletas sentados)           | DNF        | DNF  |
| Paquita Ramirez Capitan | Slalom gigante feminino (deficientes visuais) | 4:16.96    | 9º   |
| Paquita Ramirez Capitan | Slalom feminino (deficientes visuais)         | 2:48.87    | 11º  |

Legenda
| Recorde mundial      | Recorde mundial (World record)               |                       | Recorde africano                      | Recorde africano (African) |                                           | Q | Classificado por posição (Qualified) |
| Recorde olímpico     | Recorde olímpico (Olympic record)            | Recorde da América    | Recorde da América (Americas)         | q                          | Classificado por melhor tempo (Qualified) |   |                                      |
| Melhor marca do ano  | Melhor marca do ano (World leading)          | Recorde asiático      | Recorde asiático (Asian)              | DNS                        | Não largou (Did not start)                |   |                                      |
| Recorde nacional     | Recorde nacional (National record)           | Recorde europeu       | Recorde europeu (European)            | DNF                        | Não terminou (Did not finish)             |   |                                      |
| Recorde pessoal      | Recorde pessoal do atleta (Personal best)    | Recorde da Oceania    | Recorde da Oceania (Oceania)          | DSQ / DQ                   | Desclassificado (Disqualified)            |   |                                      |
| Recorde da temporada | Recorde da temporada do atleta (Season best) | Recorde sul-americano | Recorde sul-americano (South America) | NM                         | Sem marca (No mark)                       |   |                                      |